# Tango Argentino (película serbo francesa)
Tango argentino es una película serbia estrenada en 1992 y dirigida por Goran Paskaljević. Se proyectó en la 49.ª edición del Festival de Venecia en 1992 y fue galardonada con el Premio de la Audiencia de aquel año.

## Argumento
Nikola es un niño que vive con su familia durante el derrumbe de la ex Yugoslavia en los años noventa. Su padre es un profesor de música y su madre es una traductora y ambos se deben rebuscar para mantener a la familia. El padre anima fiestas y casamientos con un grupo de músicos y la madre atiende ancianos a domicilio. Nikola ayuda a ambos en sus trabajos a pesar de su precoz edad, ya que su enfermiza hermana mayor no puede. De a poco, Nikola se gana la confianza de algunos de los ancianos que atiende su madre. Entre ellos se encuentra un célebre cantante de viejos tangos argentinos, don Julio Popović, con quien Nikola traba una tierna relación de amistad.

## Reparto
Los actores principales de la película fueron:
- Mija Aleksić — Julio Popović
- Miki Manojlović — papá de Nikola
- Ina Gogalova — mamá de Nikola
- Nikola Žarković — Nikola
- Predrag Laković — Galić
- Rahela Ferrari — Nana
- Milivoje Tomić — Mayor Kerechki

## Premios
La película obtuvo premios del público en dos festivales internacionales.
- Festival de Venecia 1992: premio de audiencia
- Festival internacional de film de San Francisco 1993: premio de audiencia